# 田舎医師
『田舎医師』（いなかいし）は、松本清張の短編小説。『影の車』第6話として『婦人公論』1961年6月号に掲載され、同年8月に短編集『影の車』収録の一作として、中央公論社より刊行された。

## あらすじ
杉山良吉は、十二月中旬の雪の中、木次線の八川駅で降り、そこから馬木川方面へ三里ばかり山奥の葛城村を訪問する。葛城村は良吉の父猪太郎の故郷であるが、猪太郎は幼時に他家に養子にやられ、十八歳の年に故郷を出てから、遂に葛城村に戻れなかった。葛城村には、現在、亡父の近い縁者はことごとく死亡し、ただ一人、本家の後取りと云われている杉山俊郎という医者が桐原部落にいた。俊郎は往診に出て不在であり、馬で山越しして片壁という部落に行っていると妻の秀は云うが、日が昏れても俊郎は戻らず、良吉は一晩厄介になることにする。片壁では大槻正吾の家と、杉山博一という俊郎の従弟を往診していると云う。
駐在が来て、俊郎が路幅の狭い険阻な断崖から谷へ落ちたらしいと聞いた良吉は、秀と現場へ向かう。夜が明け、医師と馬との墜落死体が発見される。実地検証に立ち会った良吉は、人間の足跡と橇の筋の上をあとから馬の深い足跡が崩しているのを仔細に眺める。馬の足跡の付いている最後の箇所から手前約半メートルばかりは、人間の足跡も橇の跡もなかった。

## エピソード
- 小説家の阿刀田高は「眼目は古い村社会の持つ閉鎖性である」「一生故郷へ帰らなかった"父"と、帰ったがために一生うだつのあがらなかった博一、村社会に根を持つ二人の男を描くことが作品のモチーフだったろう」と述べている[1]。
- 推理作家の有栖川有栖は「世間に特別評価が高いわけでなく、北村（薫）さんから見ても地味な作品かとは思いますが、傑作ですよ」「雪上の人や馬の足跡を巡る推論は実に論理的だし、村の人間関係と往診の順番にはチェスタトン風味もある。後半は伏線回収の嵐。もっと読まれるべき作品として、強く推します」と述べている[2]。